# Ustawa o ochronie Imienia Józefa Piłsudskiego
Ustawa o ochronie imienia Józefa Piłsudskiego – ustawa z dnia 7 kwietnia 1938 roku o ochronie imienia Józefa Piłsudskiego, Pierwszego Marszałka Polski, uchwalona dla zapobiegania naruszaniu dobrego imienia Józefa Piłsudskiego.
Był to jeden z przejawów kultu po zmarłym marszałku i Naczelniku Państwa oraz jeden z dwóch polskich aktów prawnych chroniących cześć osoby wymienionej z imienia i nazwiska (obok Ustawy o ochronie dziedzictwa Fryderyka Chopina z 2001 roku).

## Geneza uchwalenia
U podstaw uchwalenia tego aktu prawnego leżała tak zwana sprawa Cywińskiego. Stanisław Cywiński w recenzji propagandowej książki Melchiora Wańkowicza pod tytułem „COP – ognisko siły”, opublikowanej 30 stycznia 1938 roku w endeckim Dzienniku Wileńskim, zawarł m.in. następujące sformułowania:

Wańkowicz [...] daje szereg żywych obrazków tego co widział, no i czego nie widział, ale co ma podobno powstać w czasie najbliższym, w tym sercu Polski, zadając kłam słowom pewnego kabotyna, który mawiał o Polsce, że jest jak obwarzanek: tylko to coś warte, co jest po brzegach, a w środku pustka.

Recenzję tę zaakceptowała cenzura w osobie naczelnika Wydziału Społeczno-Politycznego Urzędu Wojewódzkiego w Wilnie Mariana Jasińskiego i dopiero anonimowy artykuł z 13 lutego 1938 roku w dwutygodniku „Naród i Państwo” (organ prasowy Związku Naprawy Rzeczypospolitej) pod tytułem „Plugastwo słowa” dwuznacznie wskazał, iż Cywiński w swojej recenzji obraził Józefa Piłsudskiego, poprzez użycie słowa kabotyn.
Artykuł ów dotarł do inspektora armii w Wilnie gen. Stefana Dąb-Biernackiego, który powierzył wyższym oficerom (majorom i pułkownikom) pobicie dziennikarzy, odpowiedzialnych za opublikowanie tej recenzji. Wieczorem 14 lutego 1938 roku trzy grupy oficerów przybyły do mieszkań Cywińskiego, Aleksandra Zwierzyńskiego (redaktor naczelny Dziennika Wileńskiego) i Zygmunta Fedorowicza (zastępca red. nacz.). Cała trójka została pobita. Cywińskiego we własnym mieszkaniu oficerowie obalili na podłogę, bijąc i kopiąc leżącego aż do zemdlenia. Fedorowicza i Zwierzyńskiego nie zastano w mieszkaniach i pobito ich dopiero w redakcji „Dziennika Wileńskiego”. Pobici zostali także inni pracownicy gazety.
Tuż potem pomieszczenia redakcji zostały zajęte przez Policję. Policja aresztowała także Cywińskiego, Zwierzyńskiego i Fedorowicza. Cywiński wraz ze Zwierzyńskim zostali oskarżeni o zelżenie Narodu Polskiego w ten sposób, że dopuścili się użycia obelżywego wyrazu dla określenia osoby Marszałka Polski Józefa Piłsudskiego. Trzeciego dziennikarza, Fedorowicza, wypuszczono. W Wilnie wybuchły protesty w obronie aresztowanych, a wcześniej pobitych redaktorów „Dziennika Wileńskiego”.

## Prace parlamentarne nad projektem ustawy
Sprawa obrazy Marszałka bardzo szybko trafiła pod obrady Sejmu. Już 17 lutego 1938 roku interpelację do rządu wystosowała posłanka z okręgu wileńskiego Wanda Pełczyńska w której to, potępiając protesty młodzieży Wilna przeciwko armii, pytała rząd, co zamierza uczynić:

dla zadośćuczynienia głęboko obrażonym uczuciom nie tylko całego Wilna, ale i wszystkich obywateli państwa polskiego, dla których Józef Piłsudski pozostanie po wsze czasy nietykalną personifikacją wielkości i godności Polski.

Debata na temat zajść w Wilnie odbyła się także w Senacie. 7 marca 1938 roku senator Władysław Malski stwierdził 

[...] Honor służby nakazuje nam reagować bez względu na to, kto, gdzie i jak uwłacza imieniu Komendanta. Nie jest istotą czy mniej bili czy dużo bili[...] reagować będziemy bez względu na to czy wymiar sprawiedliwości będzie działał sprawnie, czy mniej sprawnie. Serca nasze i honor żołnierski każą nam reagować natychmiast.

Padały także bardziej wyważone głosy, senator Tadeusz Petrażycki argumentował:

Samosąd ta prymitywna forma wymiaru sprawiedliwości w XX stuleciu godzi w autorytet, godzi w praworządność, sieje anarchię w państwie [...]. Ci którzy pozwolili sobie na ubliżenie pamięci Marszałka siedzą na ławie podsądnych. Wyrażam pewność, że władze wojskowe wyciągną konsekwencje wskazane w prawie [...] w stosunku do tych, którzy pozwolili sobie wkroczyć na drogę samosądu.

Rząd nie zamierzał długo zwlekać z działaniem i 15 marca 1938 roku przedłożył Sejmowi projekt ustawy o ochronie imienia Józefa Piłsudskiego, Pierwszego Marszałka Polski. Wicemarszałek Bohdan Podoski poprosił posłów, aby ze względu na małe skomplikowanie sprawy i jasność projektu nie odsyłać go do komisji (co było przewidzianym prawem wymogiem), ale przystąpić do jego natychmiastowego rozpatrzenia. Tak też się stało.
Sprawozdawcą został poseł Bolesław Świdziński, który prezentując ustawę stwierdzał:

Zdać by się mogło, że zbędna jest w Polsce jakakolwiek ustawa o ochronie Imienia Józefa Piłsudskiego[...] samo imię JP pod szczególną ochroną znaleźć się musi. A to tym bardziej, że żyją jeszcze uprzedzenia, a nawet nienawiści ludzi małych, którzy nie rozumiejąc Józefa Piłsudskiego [...] uczucia całego narodu ośmielają się znieważać.

W toku debaty sejmowej padł jeszcze wniosek posła Michała Wymysłowskiego, aby podwyższyć przewidywaną za naruszenie omawianej ustawy karę więzienia do 15 lat. Wicemarszałek Tadeusz Schaetzel odmówił przyjęcia tego wniosku do rozpoznania.
Sejm jednogłośnie w pierwszym i drugim czytaniu przyjął rządowy projekt ustawy.
17 marca jednomyślnie przyjęła go także senacka komisja prawnicza. Następnie, 23 marca 1938 roku, nad ustawą debatowano na plenarnym posiedzeniu Senatu i ustawę również przyjęto. Głos przy tej okazji zabrał premier Felicjan Sławoj-Składkowski:

Gdy studiujemy życie i czyny bohaterów starożytnych, to zwykle dowiadujemy się, że byli kochani przez wszystkich, że nikt nie ośmielał się wystąpić przeciw wielkości ich imienia. Jest to nieprawda. Wiemy, że kiedy rycerze wznosili na tarczach przyszłego króla lub wodza, to w prawej ręce każdy trzymał obosieczny miecz, aby karać tego, kto by się ośmielił targnąć na majestat i sprzeciwić imieniu pańskiemu. Wysoka Izbo! Ta ustawa jest właśnie tarczą, na której cały Naród Polski wznosi Imię Józefa Piłsudskiego wysoko ku słońcu i chwale wieczystej.

Prezydent podpisał ustawę 7 kwietnia 1938 roku i tym samym zakończył proces ustawodawczy. Od wejścia w życie dzieliła ją tylko publikacja w Dzienniku Ustaw, co też stało się 13 kwietnia 1938 roku.

## Treść ustawy
Ustawa była krótka i składała się z czterech artykułów w brzmieniu:

Art. 1.
Pamięć czynu i zasługi JÓZEFA PIŁSUDSKIEGO – Wskrzesiciela Niepodległości Ojczyzny i Wychowawcy Narodu – po wsze czasy należy do skarbnicy ducha narodowego i pozostaje pod szczególną ochroną prawa.
Art. 2.
Kto uwłacza Imieniu JÓZEFA PIŁSUDSKIEGO, podlega karze więzienia do lat 5.
Art. 3.
Wykonanie niniejszej ustawy porucza się Ministrowi Sprawiedliwości.
Art. 4.
Ustawa niniejsza wchodzi w życie z dniem ogłoszenia.

W oryginalnym Dzienniku Ustaw imię i nazwisko Józefa Piłsudskiego zapisane było w podobny sposób jak wyżej, to jest z użyciem wersalików. Przewidywana w tej ustawie kara więzienia była surowsza od kar przewidywanych w ówczesnym kodeksie karnym za przestępstwo publicznego zelżenia bądź wyszydzenia Narodu lub Państwa Polskiego (do 3 lat więzienia lub aresztu ex art. 152 K.k.), znieważania wojska lub urzędu (publicznie bądź w miejscu ich zajęć – do 2 lat aresztu lub grzywny ex art. 127) czy zniesławienia osoby prywatnej bądź zrzeszenia (do 2 lat aresztu i grzywny ex art. 255), zaś odpowiadała karze za uwłaczanie czci lub powagi Prezydenta Rzeczypospolitej (art. 125 § 2).

## Zastosowanie ustawy
Ustawa weszła w życie 13 kwietnia 1938 roku, lecz w stosunku do Stanisława Cywińskiego, którego wypowiedź stała się przyczyną jej uchwalenia, nie mogła zostać zastosowana. Zgodnie z zasadą lex retro non agit – prawo nie działa wstecz, wyrażoną w art. 1 ówczesnego kodeksu karnego, Cywiński mógł być osądzony jedynie na podstawie przepisów obowiązujących w chwili popełnienia czynu. Stanisław Cywiński został skazany na maksymalną dopuszczalną prawem karę trzech lat więzienia. Sąd Apelacyjny zmniejszył mu ją do 18 miesięcy, odbył z niej tylko 5 miesięcy z zaliczeniem trzymiesięcznego aresztu, bowiem do czasu rozpoznania skargi kasacyjnej przez Sąd Najwyższy został zwolniony z więzienia. Sąd skargę odrzucił 5 kwietnia 1939 roku, jednak do więzienia Cywiński już nie trafił.
Ze względu na krótki czas obowiązywania ustawy o ochronie imienia Józefa Piłsudskiego, w literaturze podawanych jest niewiele przykładów jej zastosowania. Kurier Warszawski, prowadzący wówczas obszerną kronikę sądową, informował o jednym tylko procesie, w którym wykorzystano tę ustawę. Postępowanie to toczyło się przed Sądem Okręgowym w Toruniu przeciwko Zygmuntowi Felczakowi, redaktorowi „Obrony Ludu”, organu prasowego SP i Kazimierzowi Klimczakowi, rysownikowi tego pisma. Sądzeni byli za rysunek i artykuł pod tytułem „Dwaj ludowcy u prezydenta RP”, uwłaczające jakoby Piłsudskiemu i Mościckiemu. Sąd skazał obu oskarżonych. Redaktora na 18 miesięcy więzienia, zaś rysownika na 8 miesięcy. Za okoliczność ich obciążającą uznano fakt, iż czyn miał miejsce w rocznicę objęcia stanowiska przez prezydenta Ignacego Mościckiego.
Innym przykładem zastosowania tej ustawy jest sprawa Józefa Mrukwy ze wsi Studzionki koło Pszczyny. W marcu 1939 opowiedział on dowcip o polityku, a także żartobliwie porównał polski i niemiecki potencjał militarny. Akt oskarżenia wniesiony 1 maja 1939 do Sądu Okręgowego w Katowicach zarzucał mu uwłaczanie czci Józefa Piłsudskiego oraz rozpowszechnianie fałszywych wiadomości, mogących osłabić ducha obronnego społeczeństwa. Wybuch wojny uniemożliwił wydanie wyroku.

## Dalsze losy ustawy
W związku z szybkim wybuchem II wojny światowej, rzeczywisty okres stosowania omawianej ustawy był krótki. Po wojnie, ze względu na przejęcie władzy w Polsce przez komunistów (Polska Partia Robotnicza, następnie Polska Zjednoczona Partia Robotnicza), nie była już stosowana, choć formalnie uwłaczanie imieniu Józefa Piłsudskiego nadal było przestępstwem ściganym z urzędu. Ustawa formalnie przestała obowiązywać dopiero wraz z wejściem w życie kodeksu karnego z 1969, czyli 1 stycznia 1970. Przepisy wprowadzające ów kodeks karny w swoim art. V § 1 uchyliły wydane przed 5 września 1939 r. ustawy szczególne oraz inne akty z mocą ustawy, zawierające przepisy przewidujące odpowiedzialność karną za przestępstwa, zatem również opisywaną ustawę.

### Opracowania
- Ludwik Stomma: Skandale polskie. Warszawa: Demart, 2008. ISBN 978-83-7427-422-7. Brak numerów stron w książce
- Mariusz Urbanek: Polska jest jak obwarzanek. Wrocław: Wydawnictwo Dolnośląskie, 1988. ISBN 8770230210. Brak numerów stron w książce

### Opracowania online
- Włodzimierz Kalicki: 9 kwietnia 1938. Honor obwarzanka. [w:] Włodzimierz Kalicki, Zdarzyło się wczoraj, cykl artykułów w: Gazeta Wyborcza (dodatek Duży Format) [on-line]. Agora SA, 2006-04-11. [dostęp 2010-01-17].
- Bartłomiej Kozłowski: Uchwalenie Ustawy o ochronie imienia Józefa Piłsudskiego. polska.pl, 2003. [dostęp 2010-01-17].